# Allocosa otavia
Allocosa otavia là một loài nhện trong họ wolfspinnen (Lycosidae).
Loài này thuộc chi Allocosa. Allocosa otavia được Carl Friedrich Roewer miêu tả năm 1959.